# Eugene Fama
Eugene Francis „Gene” Fama (Boston, Massachusetts, 1939. február 14. –) amerikai közgazdász, aki jelentős eredményeket ért el a portfólióelmélet empirikus kutatásában, az eszközárazás elméletében, és megalkotta a hatékony piacok elméletét .
Jelenleg a pénzügyek Robert R. McCormick professzora a Chicago-i Egyetem üzleti iskolájában. 2013-ban Robert J. Shillerrel és Lars Peter Hansennel közösen megkapta a közgazdasági Nobel-emlékdíjat. A Research Papers in Economics 2019-ben minden idők 9. legbefolyásosabb közgazdászaként rangsorolta. „A modern pénzügy atyjaként” tartják számon, mivel munkái a pénzügyi közgazdaságtan alapjait tették le, és munkáit széles körben idézik.

## Gyermekkor és egyetemi évek
Fama a massachusettsi Bostonban született Angelina (született Sarraceno) és Francis Fama fiaként. Minden nagyszülője bevándorló volt Olaszországból. Fama a Malden Catholic High School Athletic Hall of Fame kitüntetettje. Újlatin nyelvek szakon szerzett alapdiplomát magna cum laude minősítéssel 1960-ban a Tufts Egyetemen, ahol az iskola kiemelkedő diáksportolójává is választották.

## Karrier
MBA és Ph.D. címe is a Chicagói Egyetem Booth School of Businessről származott közgazdasági és pénzügyi szakon. Doktori témavezetői a Nobel-díjas Merton Miller és Harry Roberts voltak, de Benoit Mandelbrot is nagy hatással volt rá. Oktatói pályafutásának egészét a Chicagói Egyetemen töltötte.
Ph.D. disszertációja, amiben arra a következtetésre jutott, hogy a részvényárfolyamok rövid távú mozgása kiszámíthatatlan, és megközelítőleg egy véletlen bolyongás, a Journal of Business 1965. januári számában jelent meg „A tőzsdei árak viselkedése” címmel. Ezt a munkát később átírták egy kevésbé technikai jellegű cikké, „Random Walks In Stock Market Prices” címmel, amelyet a Financial Analysts Journal 1965-ben és az Institutional Investor-ban 1968-ban tettek közzé. Későbbi, Kenneth French-szel végzett munkája megmutatta, hogy a részvények várható hozamának kiszámíthatósága az időben változó diszkontrátákkal magyarázható; például a recesszió alatti magasabb átlagos hozam a kockázatkerülés szisztematikus növekedésének következménye, ami csökkenti az árakat és növeli az átlagos hozamot.
Az International Economic Review-ban, 1969-ben (több társszerzővel) megjelent cikke "A részvényárak igazodása az új információkhoz" volt az első olyan eseménytanulmány, amely azt kívánta elemezni, hogy a részvényárak hogyan reagálnak egy adott eseményre, felhasználva az újonnan elérhető áradatokat a CRSP adatbázisból. Ez volt az első a szó szerint több száz ilyen publikált tanulmány közül. 
2013-ban közgazdasági Nobel-emlékdíjat kapott.

### Hatékony piacok elmélete
Famát leggyakrabban a hatékony piacok elméletének atyjaként tartják számon, kezdve a Ph.D disszertációjával. 1965-ben publikált egy elemzést a tőzsdei árak viselkedéséről, amely kimutatta, hogy ezek eloszlása nagymértékű lapultságot mutat, ami arra utal, hogy a szélsőséges mozgások gyakoribbak, mint azt a normalitás feltételezése alapján várnánk.
A Journal of Finance 1970. májusi számában megjelent cikkben, melynek címe "Efficient Capital Markets: A Review of Theory and Empirical Work", Fama két olyan koncepciót javasolt, amelyeket azóta is használnak a hatékony piacok elméletében. Először is, Fama háromféle hatékonyságot javasolt: (i) erős forma; (ii) félerős forma; és (iii) gyenge hatékonyság. Ezeket a formákat az különbözteti meg, hogy milyen típusú információkról tételezi fel hogy beépülnek az árba. Gyenge hatékonyság esetén az információs halmaz csak a historikus árak, vagyis ami a múltbeli ártrendből megjósolható; így lehetetlen profitálni abból ha valaki csak a múltbeli árak alapján próbálja megjósolni az árakat. A félig erős forma megköveteli, hogy minden nyilvános információ már tükröződjön az árakban, például a cégek közleményei vagy az éves nyereségadatok. Végül, az erős forma minden információs halmazra vonatkozik, beleértve a személyes információkat is, amelyek beépülnek az ártrendbe; kimondja, hogy a monopolisztikus információ nem járhat nyereséggel, vagyis a bennfentes kereskedelem nem termelhet profitot az erős piaci hatékonyságú világban. Másodszor, Fama bebizonyította, hogy a piaci hatékonyság fogalma nem utasítható el a piaci egyensúlyi modell (pl. az ármegállapítási mechanizmus) kísérő elutasítása nélkül. Ez a „közös hipotézis-problémaként” ismert koncepció azóta is bosszantja a kutatókat.  A piaci hatékonyság azt mutatja meg, hogy az információt hogyan veszik figyelembe az árban, és Fama hangsúlyozza, hogy a piaci hatékonyság hipotézisét a várható hozamokkal együtt kell tesztelni. A közös hipotézis probléma azt állítja, hogy amikor egy modell a tényleges hozamtól jelentősen eltérő előrejelzett hozamot ad, soha nem lehetünk biztosak abban, hogy a modellben van-e tökéletlenség, vagy hogy a piac nem hatékony. A kutatók csak úgy módosíthatják modelljeiket, hogy különböző tényezőket adnak hozzá az anomáliák kiküszöbölésére, abban a reményben, hogy teljes mértékben megmagyarázzák a modellen belüli megtérülést. Az anomália, más néven alfa a modellezési tesztben így jelzésként működik a modellkészítő felé, hogy képes-e tökéletesen megjósolni a megtérülést a modellben szereplő tényezők alapján. Amíg azonban létezik alfa, a közös hipotézis szerint sem hibás modellre, sem piaci hatékonyságra nem lehet végleges következtetést levonni. Fama (1991) azt is hangsúlyozza, hogy a piaci hatékonyság önmagában nem tesztelhető, hanem csak valamilyen egyensúlyi modellel, azaz egy eszközárazási modellel együtt.

### Fama – French háromfaktoros modell
Az elmúlt években Fama ismét ellentmondásossá vált, mivel Kenneth French-csel közösen írt cikkek sorozatával megkérdőjelezi a tőkepiaci árfolyamok klasszikus modelljének (CAPM) érvényességét, amely azt feltételezi, hogy egy részvény béta önmagában megmagyarázza a részvények átlagos hozamát. Ezek a cikkek két tényezőt írnak le a részvénypiaci béta mellett, amelyek magyarázatot adhatnak a részvényhozamok közötti különbségekre: a piaci kapitalizációt és a relatív árat. Bizonyítékot kínálnak arra is, hogy az átlagos hozamok különféle mintázatai, amelyeket a korábbi munkákban gyakran "anomáliának" neveztek, megmagyarázhatók a Fama–francia háromtényezős modellel.

## Fordítás
- Ez a szócikk részben vagy egészben  az   Eugene Fama című angol Wikipédia-szócikk ezen változatának fordításán alapul.  Az eredeti cikk szerkesztőit annak laptörténete sorolja fel. Ez a jelzés csupán a megfogalmazás eredetét és a szerzői jogokat jelzi, nem szolgál a cikkben szereplő információk forrásmegjelöléseként.